# Lobo-marinho-sul-americano
O lobo-marinho-sul-americano (Arctocephalus australis), também chamado de lobo-marinho-escuro, lobo-marinho-do-sul e urso-do-mar, é uma espécie de mamífero aquático pinípede da família dos otariídeos, típicos da América do Sul. Habitam o litoral do Chile, Peru, Argentina, Uruguai e sul do Brasil. A população total é estimada em de cerca de 220.000 animais.
A população de lobos-marinhos da América do Sul, em 1999 foi estimada em 390 mil, uma queda na estimativa de 500 mil, em 1987. Embora as populações, em geral, sejam saudáveis, a tendência de queda causa preocupações nos ambientalistas. O Uruguai tem o maior número de lobos-marinhos-sul-americanos ao longo de sua costa, totalizando mais de 200.000 animais.

## Etimologia e sinonímia
Arctocephalus australis é conhecido sob diferentes nomes, incluindo:
- Lobo-marinho-sul-americano, lobo-marinho-do-sul, leão-marinho-de-pele: obviamente considerado um verdadeiro "vendedor de peles", se refere à qualidade da pele do animal, muito popular em tempos em que a sua caça foi generalizada.
- Lobo-marinho-escuro, leão-marinho-de-dois-pelos: também se referem á sua pele, que tem duas "camadas" ou níveis de sobreposição de pelos com cores diferentes.
- Urso-do-mar: possivelmente menos comum, mas de acordo com o nome científico Arctocephalus, que significa "cabeça de urso".

## Subespécies
Duas subespécies são reconhecidas atualmente:
Arctocephalus australis australis - Habita ilhas e costas do sul do Chile, as Ilhas Malvinas e Argentina, ao Uruguai e sul do Brasil.
Arctocephalus australis gracilis - Habita as ilhas e costas do norte do Chile e Peru, sendo vistos vagando no Equador e sudoeste da Colômbia.
O lobo-marinho-da-Nova-Zelândia às vezes é considerado uma subespécie de A. australis.

## Descrição física

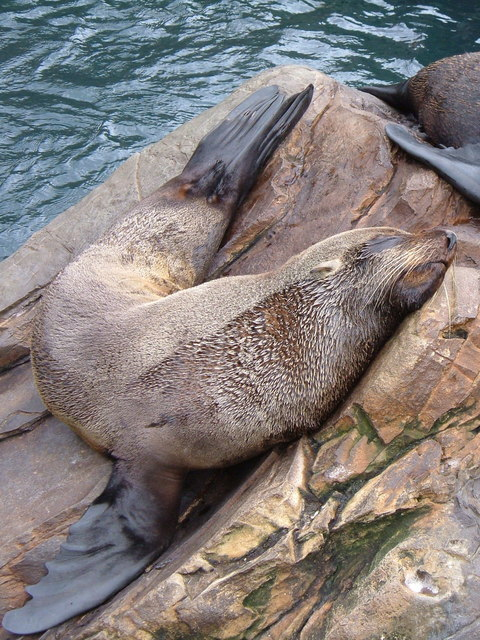
Lobo-marinho-sul-americano descansando sobre rochas

O lobo-marinho-sul-americano apresenta dimorfismo sexual, ou seja, machos e fêmeas tem a aparência diferente. A espécie tem um "casaco" espesso de pele cinza-escura. Os machos da espécie são quase inteiramente desta cor, embora possam ser cinzentos ou bejes, com marcas grisalhas. As fêmeas e os machos subadultos têm coloração mais clara cinza ou bege, no peito e focinho, e podem ter pêlos cinzas ou marrons ou em suas barrigas. O focinho é achatado e pontiagudo, com um nariz de tamanho médio. As narinas são voltados para a frente e o nariz ultrapassa a boca. O ouvido , tem orelhas longas e proeminentes, característicos dos otariídeos e as vibrissas (pelos do focinho) dos adultos são de um branco-cremoso, relativamente curtos. Os machos adultos são maiores que as fêmeas, com o pescoço mais grosso e ombros maiores. Os machos também desenvolvem pêlos longos  na cabeça e nos ombros. O tamanho dos lobos-marinhos varia de acordo com a região, mas, em média, os machos adultos medem até 2 m de comprimento e pesam 90 a 160 kg (possivelmente alguns até 200 kg) e as fêmeas medem até 1,5 m de comprimento, pesando até 60 kg. Os recém-nascidos medem de 50 a 65 cm e pesam de 3 a 7,5 kg.

## Habitat e distribuição geográfica

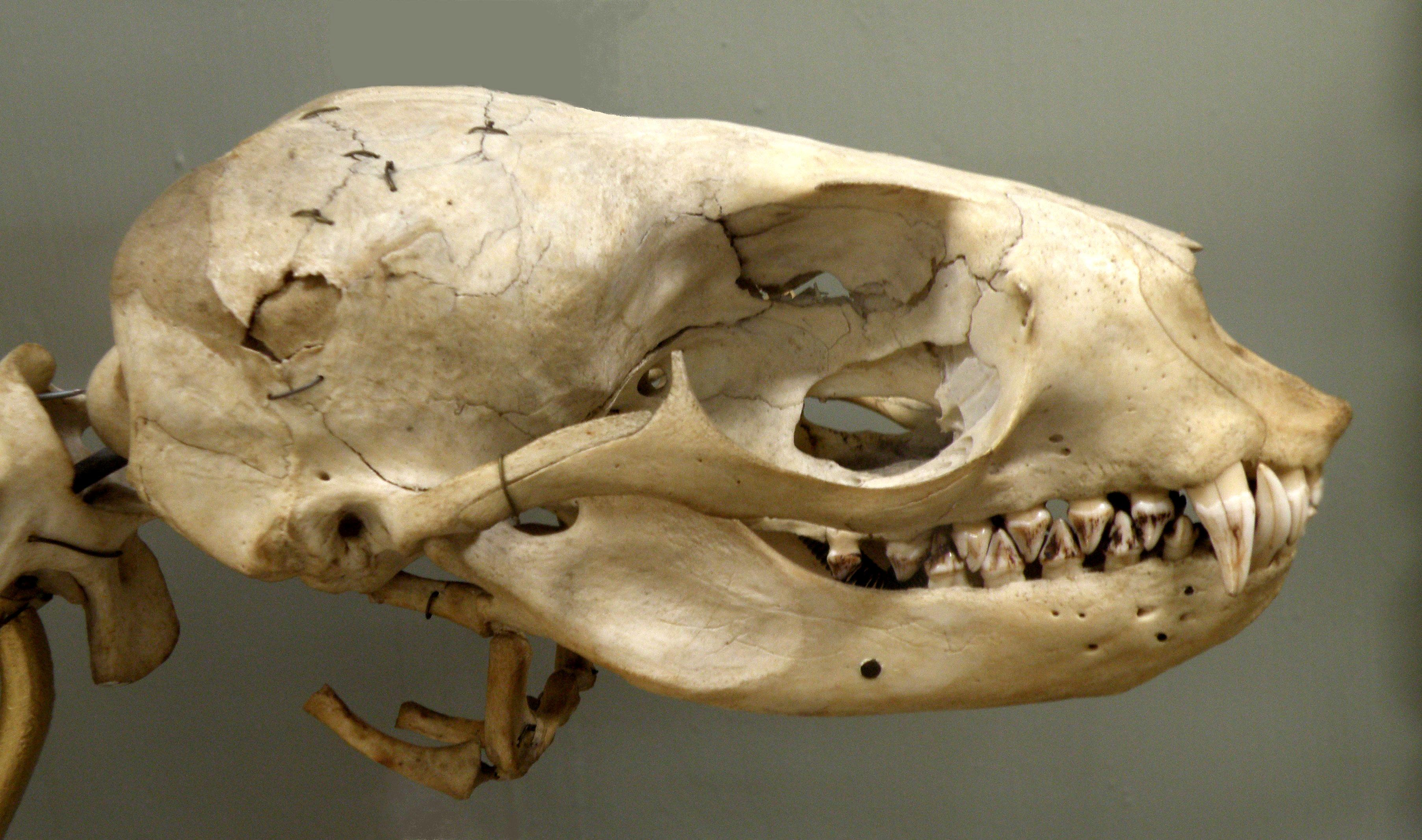
Crânio de lobo-marinho-sul-americano

O lobo-marinho-sul-americano é encontrado nas zonas neotropicais e costeiras desde a península de Paracas, no sul do Peru ao sul para o Cabo Horn na costa do Pacífico , e para o norte até o sul do Brasil na costa do Atlântico. Eles também são encontrados nas Ilhas Malvinas.
Arctocephalus australis preferem costas rochosas e ilhas, particularmente aquelas com encostas íngremes, que oferecem áreas de sombreadas, onde eles podem escapar do calor do sol e de predadores como orcas e tubarões. Eles foram encontrados em cavernas do mar, no  Peru, onde alguns subiam até 15 metros para encontrar um local para descansar. Há registros isolados de animais no Equador , nas Ilhas Galápagos e na ilha Gorgona ( Colômbia ). Informações anatômicas para os lobos-marinhos-do-sul, Arctocephalus spp., são escassas.

### Ocorrência no Brasil

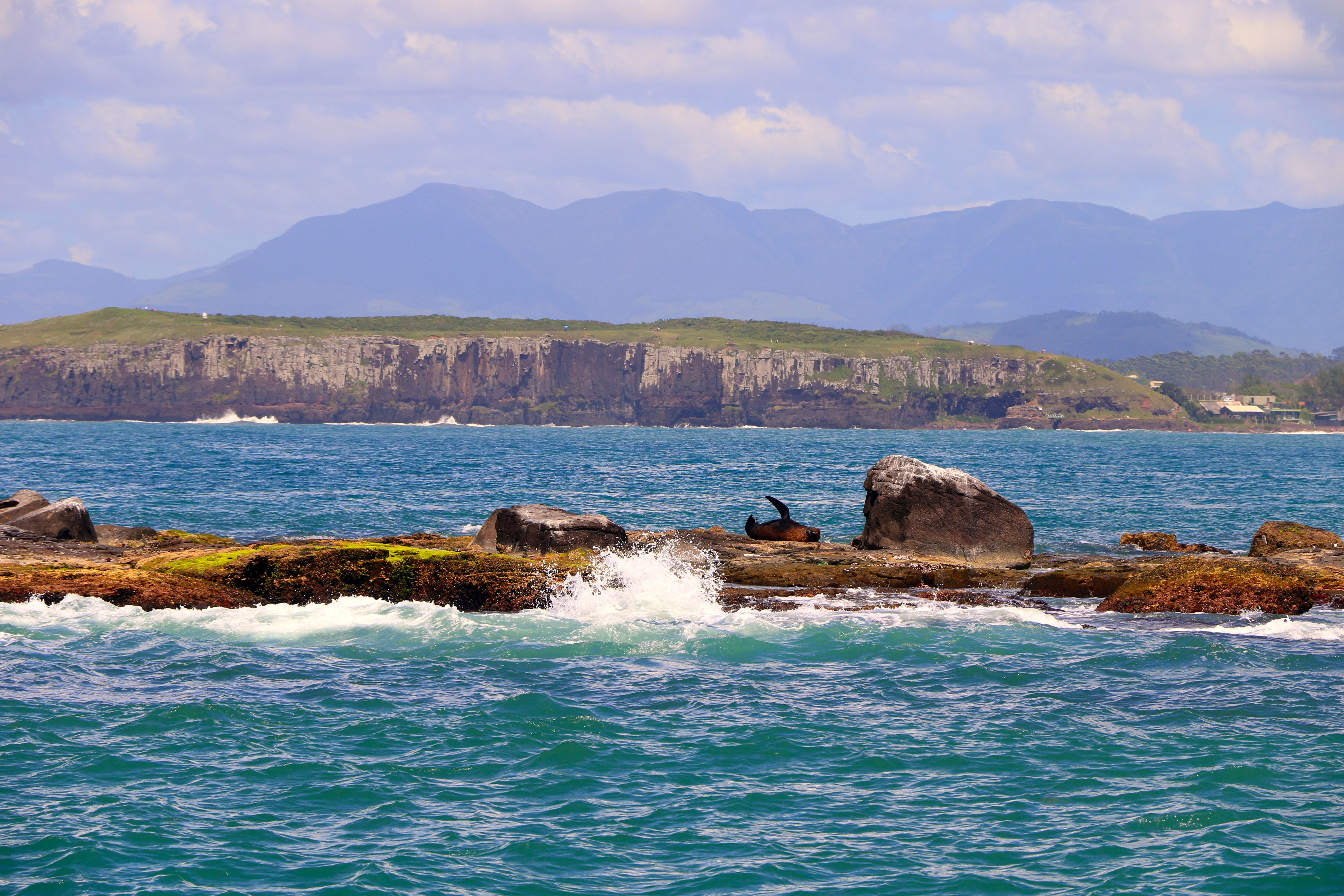
Ilha dos Lobos, no município de Torres.

Apesar de não haver colônias reprodutivas da espécie no Brasil, agrupamentos de lobos-marinhos podem ser encontrados em algumas pequenas ilhas rochosas no litoral no sul do país, conhecidas localmente como "Ilha dos Lobos", entre outros nomes. Assim ocorre com a Ilha dos Lobos, em Laguna, e a Ilha dos Lobos, em Torres, sendo esta última considerada inclusive uma área protegida à nível federal, denominada Refúgio de Vida Silvestre da Ilha dos Lobos.
Outras áreas de presença regular de lobos-marinhos e leões-marinhos no Rio Grande do Sul é no molhe leste da barra de Rio Grande, em São José do Norte, denominado Refúgio da Vida Silvestre do Molhe Leste da Barra de Rio Grande e também entre Imbé e Tramandaí.

## Utilização econômica
Os lobos-marinhos-sul-americanos foram por muito tempo caçados para obtenção da sua pele, sendo que a exploração comercial da espécie começou no século XVIII e foi realizada até o século XX, motivo do declínio acentuado das populações desta espécie.